# Inna kobieta (film 1995)
Inna kobieta (ang.: The Other Woman lub Mothers and Daughters) – amerykański film telewizyjny z 1995 roku. Kilkakrotnie pokazywała go Telewizja Polska (m.in. w 2002 i 2003 roku), w cyklu Okruchy życia.

## Fabuła
Rozwiedziona Tessa Bryan samotnie wychowuje dwie nastoletnie córki. Dziewczynki chętnie widują się z ojcem, ale ze wzajemnością nie znoszą jego młodej nowej żony; Carolyn. Gdy lekarze diagnozują u Tessy śmiertelną chorobę, ta mając świadomość, że wkrótce trafią pod opiekę Carolyn, postanawia pomóc całej trójce zbliżyć się do siebie. Kobiety z dziewczynkami wyruszają wspólnie w podróż do domu rodzinnego Tessy.

## Obsada
- Jill Eikenberry jako Tessa Bryan
- Laura Leighton jako Carolyn Bryan
- James Read jako Michael Bryan
- Sarah Martineck jako Lara Bryan
- Lindsay Parker jako Kate Bryan
- Lloyd Bridges jako Jacob (ojciec Tessy)
- Rosemary Forsyth jako doktor Angela Crane
- Monica Parker jako Marie

i inni.